# Manoir de Samarès

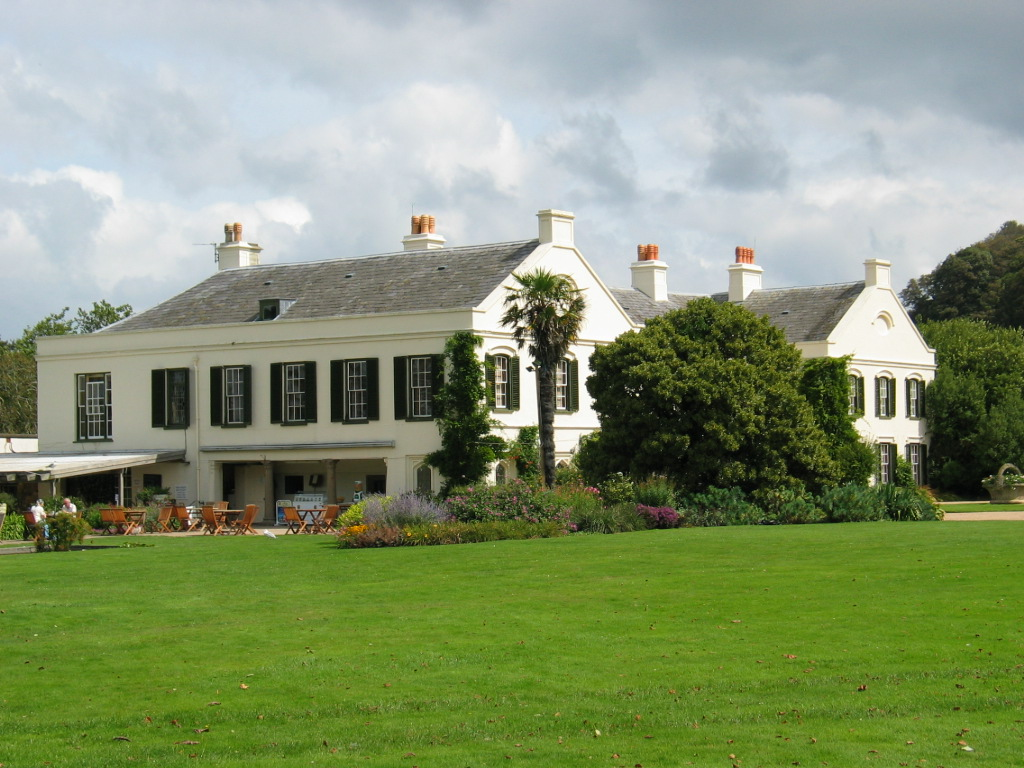
Le manoir de Samarès à Jersey.

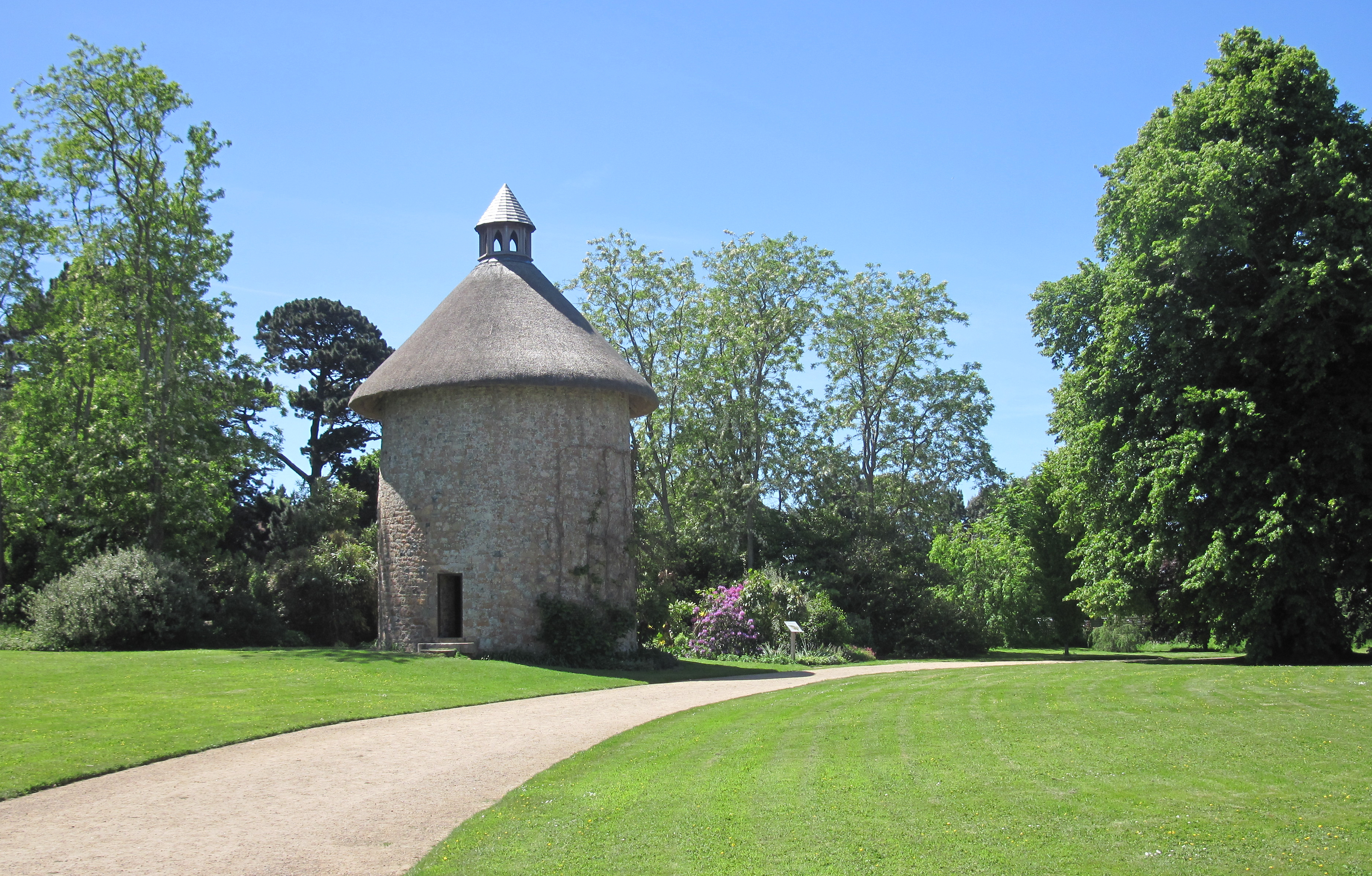
Le pigeonnier du manoir de Samarès.

Le manoir de Samarès (en jersiais : Mangni d'Sanmathès, en anglais : Samarès Manor) est une ancienne demeure seigneurale normande située dans la Vingtaine de Samarès au cœur de la paroisse de saint-Clément. La demeure est entourée d'une vaste jardin botanique et d'un colombier médiéval. Le jardin du manoir est ouvert au public. Le manoir fut la propriété de plusieurs familles seigneurales depuis le Moyen Âge qui se succédèrent sous la dénomination de Seigneur de Samarès.

## Étymologie
Le nom de « Samarès » est une mauvaise francisation du mot jersiais « Sanmathès » qui vient lui-même de Salse Mathais (ancien normand saus marais cf. saumarais ou sauxmarais à Tourlaville), c'est-à-dire marais salant. Le domaine s'est développé dans une région autrefois marécageuse à l'Est de la ville de Saint-Hélier. 

## Présentation
Le lieu appartint à la famille de Saint-Hilaire dès le XIIe siècle. D'autres familles seigneuriales de Samarès leur ont succédé par la suite : Les Payn, les Dumaresq, les Seale, les Hammond, puis les Mourant. En 1924, c'est un richissime armateur britannique et grand philanthrope, Sir James Knott, ayant fortune dans la marine marchande, qui devint à son tour propriétaire des lieux. Passionné d'orientalisme, il a créé un jardin japonais. Le propriétaire actuel est Mr Vincent Obbard (fils de la veuve de Sir James Knott).
Tous ces seigneurs ont protégé les bâtiments ainsi que les bâtis annexes comme la chapelle et un pigeonnier datant du XIIe siècle. Ils ont entretenu et enrichi un vaste jardin, riche en essences botaniques rares. Le jardin botanique est le plus grand et le plus divers en variétés de plantes et de fleurs de tous les jardins des îles Anglo-Normandes.
Le domaine du manoir de Samarès est ouvert au public. Les visiteurs peuvent y croiser des animaux familiers en liberté. Il dispose également d'un musée agricole dans lequel est pressé du cidre en septembre.

## Vues du jardin botanique

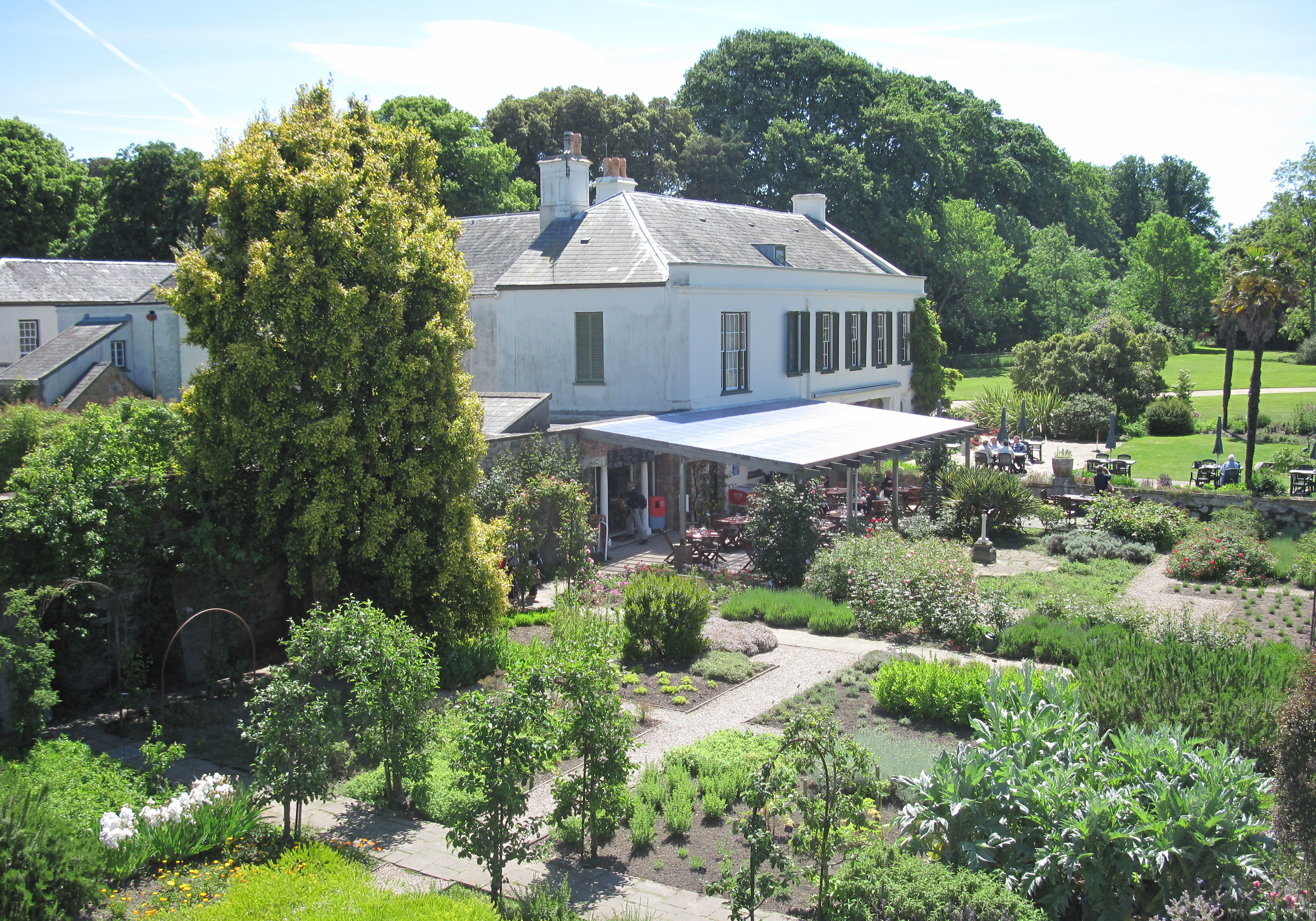
Le manoir et ses jardins
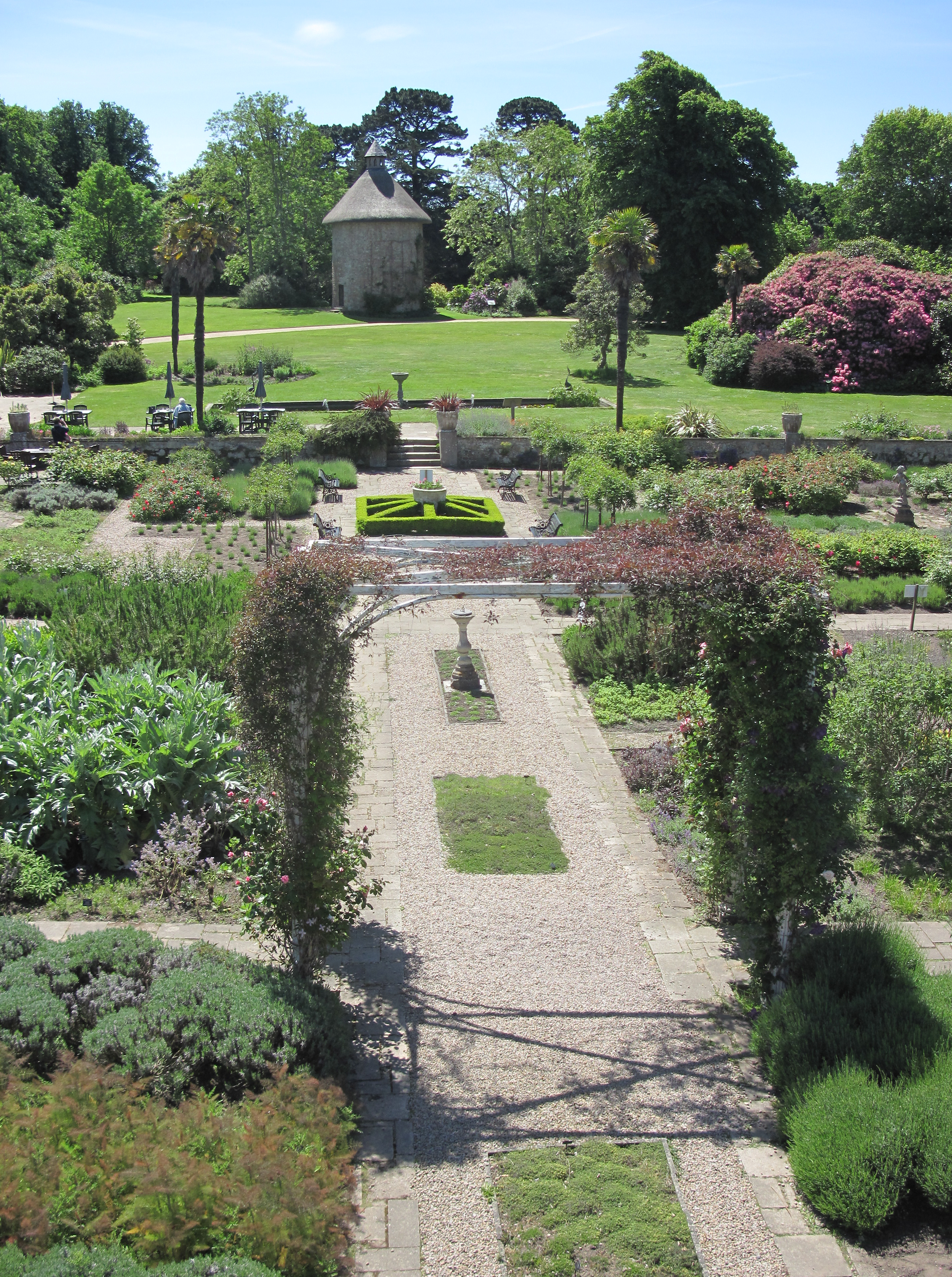
Vue partielle du jardin et du colombier
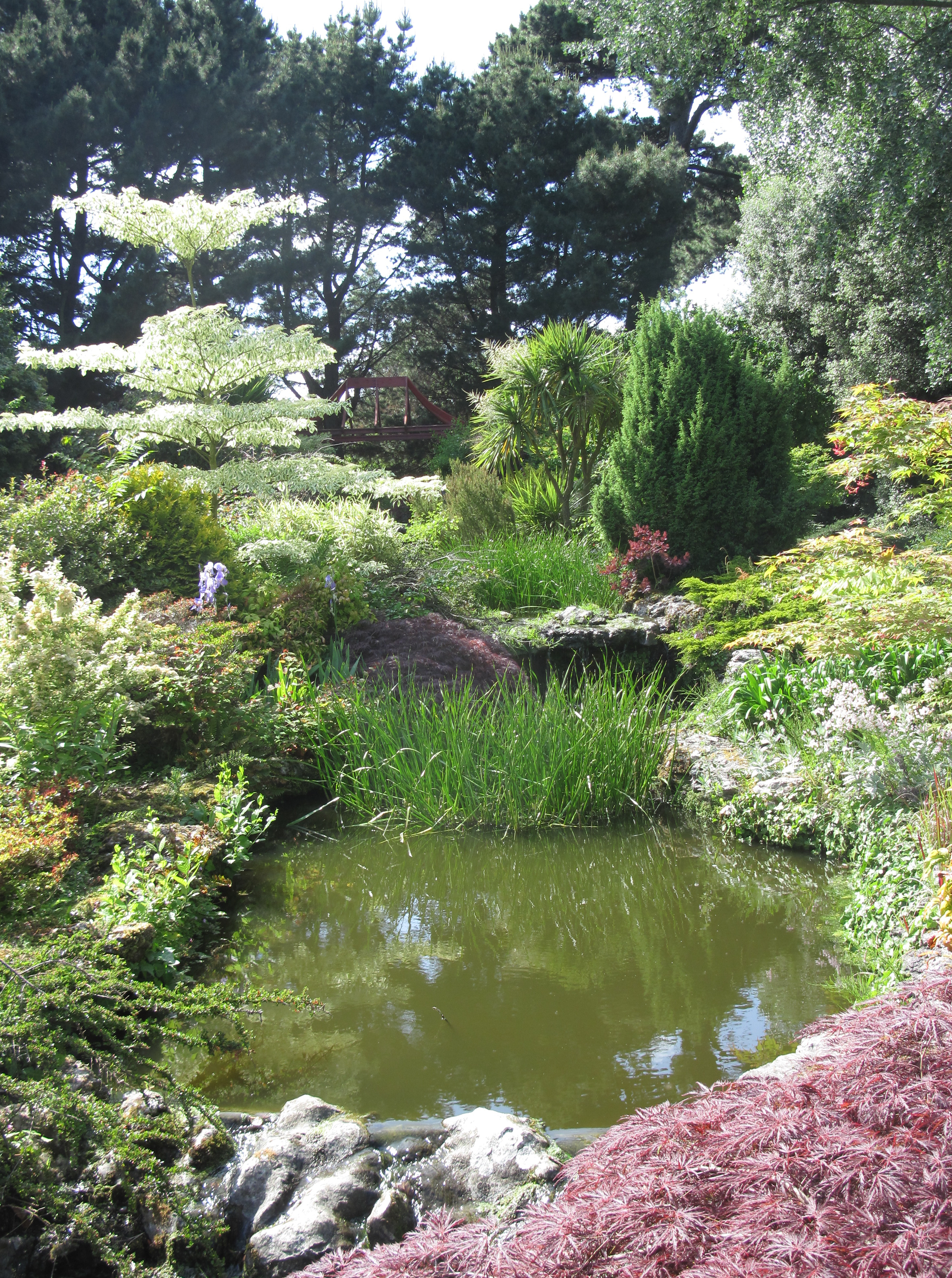
Mares et étangs parsèment le jardin botanique
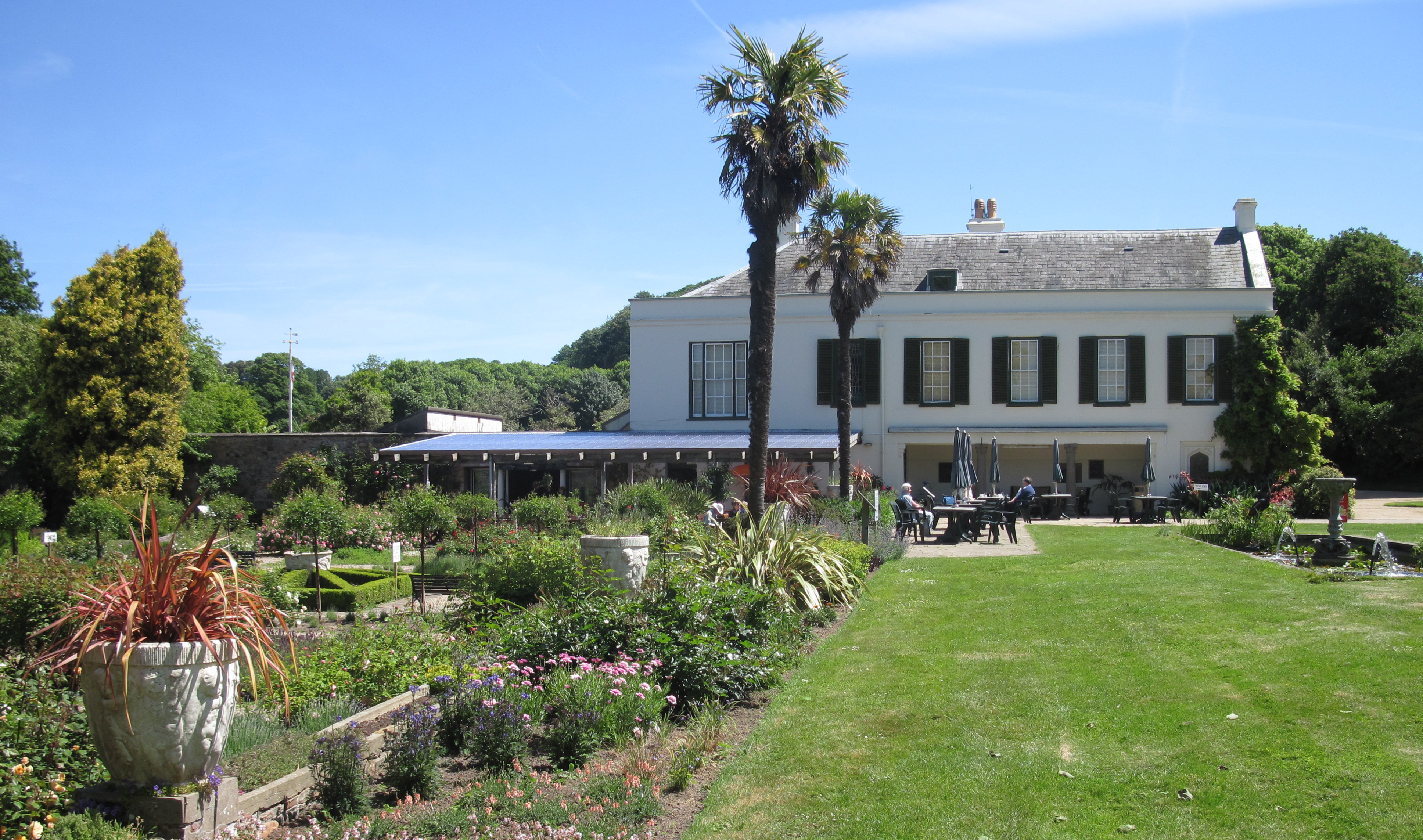
Le manoir et sa terrasse